# 中谷さとみ
中谷 さとみ（なかたに さとみ、1975年9月4日 - ）は、日本の女優、声優。奈良県出身。立命館大学政策科学部卒業。劇団☆新感線所属。

## 経歴
大学在学中に演劇を始め、卒業後、劇団☆新感線に参加。1998年、ゲームシナリオライターの佐々木智広、同じく新感線に所属する俳優タイソン大屋との新ユニット「Afro13」を結成。結成当初は京都を中心に活動していたが、その後、東京・大阪に拠点を移し、活躍の場を広げた。2002年には初の海外ライブを台湾で開催した。

## 出演

### 舞台

#### 劇団☆新感線
- 『髑髏城の七人』
- 『LOST SEVEN』
- 『星の忍者』
- 『BEAST IS RED　野獣郎見参!』
- 『大江戸ロケット』
- 『天保十二年のシェイクスピア』
- 『夢みる無法者』
- 『アテルイ』
- 『七芒星』
- 『西遊記〜PSY U CHIC〜』
- 『犬夜叉』
- 『スサノオ-神の剣の物語-』
- 『阿修羅城の瞳』
- 『レッツゴー!忍法帖』
- 『髑髏城の七人〜アカドクロ〜』
- 『SHIROH』
- 『吉原御免状』
- 『月影花之丞大逆転』
- 『薔薇とサムライ2 ー海賊女王の帰還ー』
- 『天號星』[1]
- 『バサラオ』[2]
- 『紅鬼物語』[3]
- 『爆烈忠臣蔵〜桜吹雪 THUNDERSTRUCK』[4]

#### その他の公演
- 『VOYAGE』（Bunkamura）
- 音楽活劇『レディ・ゾロ』
- 月影十番勝負第九番『猫と庄造と二人のおんな』
- シス・カンパニー『カラカラ天気と五人の紳士』[5]

### アニメ映画
- ジーニアス・パーティ・ビヨンド「MOONDRIVE」（2008年） - ユキ

### テレビドラマ
- 女囚セブン 第6話 - 最終話（2017年、テレビ朝日） - 高見沢楓 役

### ゲーム
- SAMURAI SPIRITS 2　アスラ斬魔伝（壊帝ユガ）
- 幕末浪漫第二幕 月華の剣士（真田小次郎(香織)）
- COOL COOL TOON (ランケ)